# Otello Cavara
Otello Cavara (Suzzara, 1877 – Milano, 1928) è stato un giornalista italiano.
Redattore del Tempo e del Corriere della Sera a cavallo tra ‘800 e ‘900, durante la prima guerra mondiale fu pilota di aerei da combattimento; da questa esperienza trasse il materiale per “Voli di guerra. Impressioni di un giornalista pilota”, pubblicato a Milano dall'editore Treves nel 1918, che sarà tra le principali fonti d'ispirazione per “L'Isola del Tempo", romanzo dell'artista futurista Vincenzo Mai.
Dai primi mesi del 1917 il Sottotenente Cavara vola con la 2ª Squadriglia Idrovolanti ed al 1º gennaio 1918 è Tenente nella 263ª Squadriglia idrovolanti di Porto Corsini.
Particolarmente interessato all'ambito musicale, pubblicò su questo tema diversi articoli, ospitati anche dalla “Lettura” di Milano, tra le maggiori riviste culturali dell'epoca.
Si dedicò anche alla critica letteraria, in particolare con scritti su Gabriele D'Annunzio e Giovanni Pascoli, che conobbe personalmente e con il quale scambiò diverse lettere, ora conservate presso l'Archivio di Castelvecchio di Barga.
Nel 1922 Cavara pubblicò " Il milite ignoto", per le edizioni Alpes.
Il libro è un fedele racconto in forma di cronaca del viaggio del feretro del Milite Ignoto da Aquileja al suo sito del Monumento del Vittoriano a Roma